# Le Lamentin
Le Lamentin ist eine Gemeinde auf Martinique. Mit 62,32 km² und 39.346 Einwohnern (Stand 1. Januar 2022) ist sie flächenmäßig die größte und einwohnermäßig die zweitgrößte Gemeinde Martiniques. Durch die Gemeinde fließt der Fluss Lézarde, der mit 30 km der längste Fluss der Insel ist. Im Stadtgebiet liegen der internationale Flughafen Martinique und die Raffinerie Société Anonyme de la Raffinerie des Antilles. 

## Söhne und Töchter der Stadt
- Raphaël Élizé (1891–1945), Tierarzt und Politiker, erster dunkelhäutiger Bürgermeister in Frankreich, Widerstandskämpfer der Résistance, NS-Opfer
- Jane Nardal (1902–1993), französische Intellektuelle, Schriftstellerin und Lehrerin
- Victor Sillon (1927–2021), französischer Leichtathlet
- Charlemagne Anyamah (* 1938), französischer Leichtathlet
- Max Cilla (* 1944), Jazz- und Weltmusiker
- Éric Amalou (* 1968), französischer Handballspieler
- Mario Bocaly (* 1978), französischer Fußballtrainer
- Ronald Pognon (* 1982), französischer Leichtathlet
- Jean-Jacques Acquevillo (* 1989), französischer Handballspieler
- Marielle Amant (* 1989), französische Basketballspielerin
- Wesley Pardin (* 1990), französischer Handballspieler
- Emmanuel Rivière (* 1990), französischer Fußballspieler
- Kassandra Jappont (* 1994), französisch-kongolesische Handballspielerin
- Melvin Landerneau (* 1997), französischer Bahnradsportler

## Städtepartnerschaften
- Santiago de Cuba, Kuba
- Treichville, Elfenbeinküste